# Flecktarn
Flecktarn è un tipo di camuffamento militare, caratterizzato da macchie o punti colorati su uno sfondo monotono. Il principio fu ideato nel 1935 in Germania da Johann Georg Otto Schick in diverse varianti per le Waffen-SS. È un sistema usato ora in tutto il mondo.

## Storia
Il Flecktarn è usato nel mimetismo militare per apparecchi, armamenti e uniformi. La disposizione casuale di macchie e punti crea un effetto ottico che maschera i lineamenti del corpo, rendendo difficile l'individuazione da parte di altre persone. Il sistema fu sviluppato dal 1935 per la mimetizzazione in centro Europa (Mischwald) e sviluppato successivamente per regioni diverse del pianeta.

### Flecktarn dal 1935

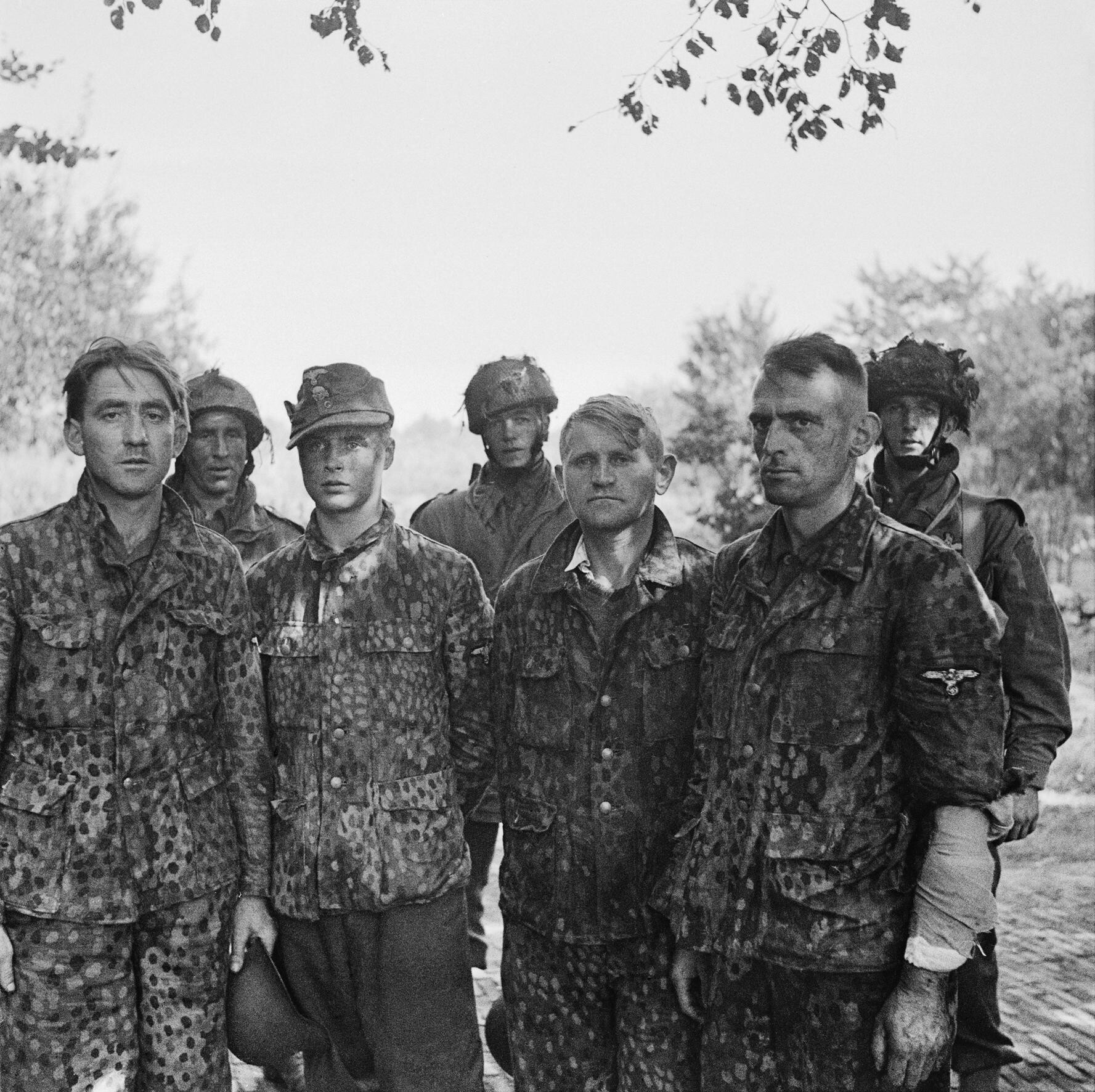
Soldati Waffen-SS in Flecktarn

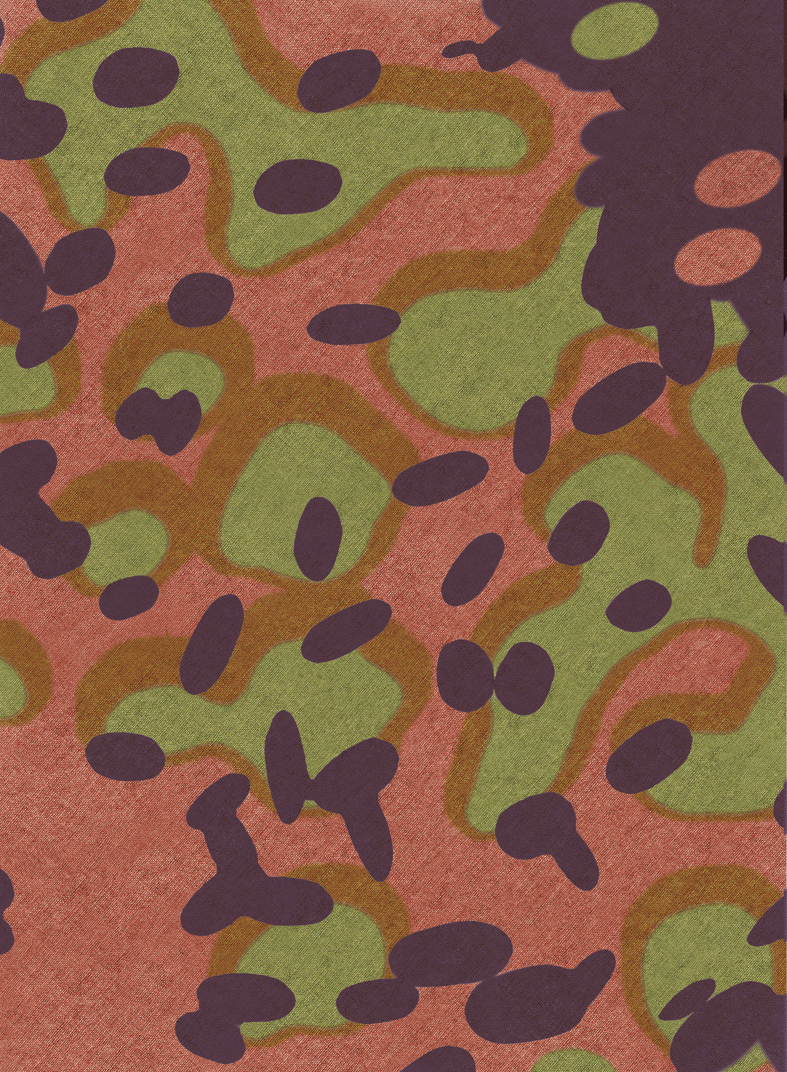
Platanenmuster (estivo) in una versione originale del dicembre 1937

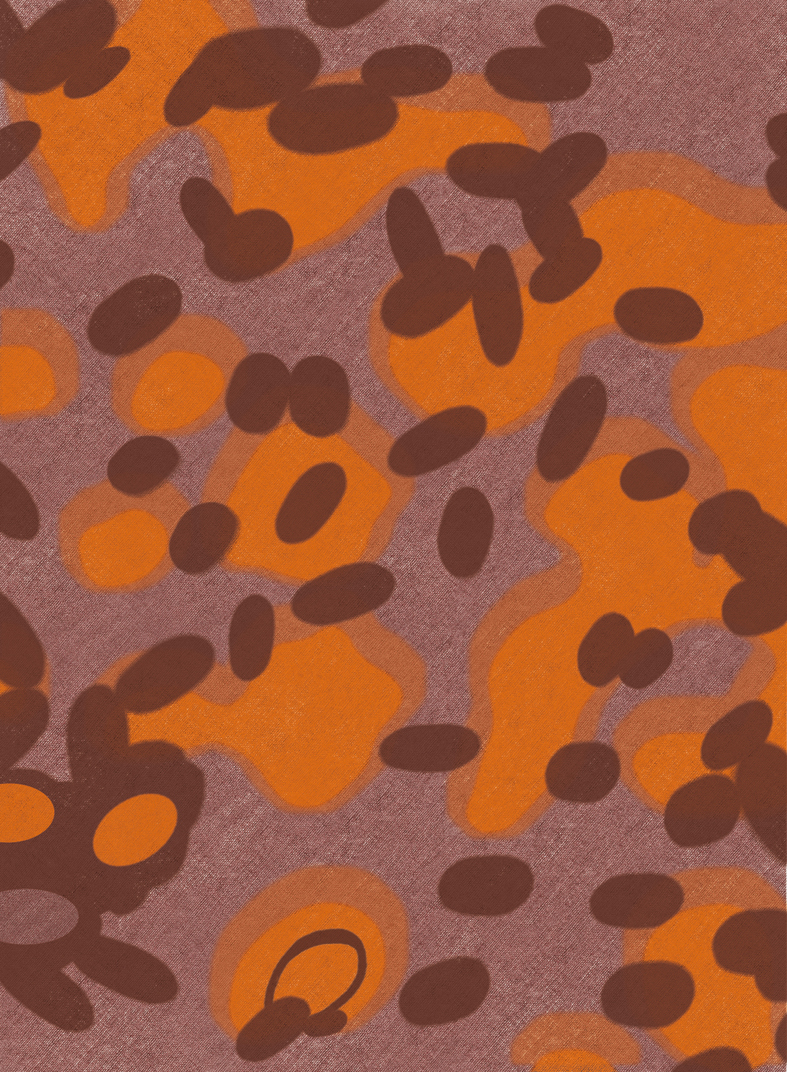
Platanenmuster (autunnale) in una versione originale del dicembre 1937

Le Waffen-SS furono le prime al mondo ad utilizzare un camuffamento militare, come il Flecktarnmustern in diverse varianti d'impiego. Il primo sistema Tarnmuster („Platanen“) fu ideato dal direttore bavarese professor Johann Georg Otto Schick nel 1935, con la designazione „T“ („Tarnung“), fino al dicembre 1936. Ulteriori sviluppi furono compiuti dal 1 marzo 1936 dal SS-Hauptsturmführer dottor Ingenieurswissenschaften Wim Brandt. Dopo la fase sperimentale dalla metà del 1938 fu utilizzato da unità speciali.
L'odierna designazione del camuffamento delle Waffen-SS risale alle notizie del dopoguerra, in primis di quelle dei corpi armati americani. Solo un camuffamento militare di quel periodo è conosciuto da dati storici. È il Flecktarn, che dagli angloamericani era noto come „Leibermuster 1945“. Il "Leibermuster" fu sviluppato da Johann Schick e presentava dei colori ad assorbimento di luce, per proteggersi dai visori notturni degli alleati. La fabbricazione di una stoffa a sei colori era molto costosa. Solo pochi pezzi di Leibermuster furono consegnati alle truppe. Era prevedibile, che tale camuffamento sarebbe stato dato anche SS e alla Wehrmacht. Queste considerazioni sono però in contrasto con lo sviluppo contemporaneo del „Buntfarbenaufdruck 1945“ da parte della Wehrmacht. Il Leibermuster presentava uno sfondo color pelle e chiazze bianche stampate. Poi del verde chiaro e strati di grigio a forma di fogli. Chiazze rosso-marrone a seguire a forma di rami come primo e ultimo strato.
Questi i camuffamenti delle Waffen-SS conosciuti:
- Platanenmuster (1937 - 1942) – Frühling-/Sommer- und Herbst-/Winter-Variante (Platano Primavera-/Estate e variante Autunno-/Inverno)
- Rauchtarnmuster (1939 - 1944) – Frühling-/Sommer- und Herbst-/Winter-Variante (Fumo Primavera-/Estate e variante Autunno-/Inverno)
- Palmenmuster (dalla fine 1943)  – Sommer-/Herbst-Variante[3] (Palma Variante Estate-/Autunno, speciale per unità sul fronte orientale)
- Beringtes Eichenlaubmuster (1942 - 1945) – (Quercia, anche conosciuto come Eichentarn Typ A)
- Eichenlaubmuster (1943 - 1945) – Frühling-/Sommer- und Herbst-/Winter-Variante (Quercia Primavera-/Estate e variante Autunno-/Inverno) – anche conosciuto come Eichentarn Typ B
- Erbsenmuster (1944 - 1945) – Frühling-/Sommer- und Herbst-/Winter-Variante (Autunno Primavera-/Estate e variante Autunno-/Inverno)
- Leibermuster (1945)

Altro tipo di mimemitsmo fu il Blocktarn. Furono realizzati esemplari prototipali ma non vennero mai messi in produzione serie.
L'originale sistema per le Waffen-SS Flecktarnmuster venne poi usato da altre unità della Wehrmacht. Le Luftlandetruppen della Divisione Hermann Göring utilizzarono dall'estate 1942 mimetismi della Waffen-SS.

### Fabbricazione
Per la fabbricazione delle stoffe camuffate venne sviluppato un nuovo metodo, la stampata a cinque e sei colori fu utilizzata per la prima volta al mondo. La Germania fu durante il XIX secolo il maggior fornitore al mondo di stoffe colorate, ma la variante di colorare la stoffa sui due lati era una sfida mai fatta prima.
Als Druckunterlage diente ein zumeist weißer, dicht gewebter und atmungsaktiver Kunstfaserbaumwollstoff, der sich zum Schutz vor Nässe ausdehnen konnte. Zunächst wurden die Drucke noch mit Anthrasolfarbe im Siebdruckverfahren aufgebracht, in einem weiterentwickelten Verfahren kombinierte man dann den Sieb- mit dem Rollendruck. Dabei wurden die Stoffe zunächst mit den Grundmustern durch die Druckmaschine gezogen. Zur Färbung fanden hier Indanthrenfarben Verwendung. Danach konnten im Siebdruckverfahren die restlichen Muster, aber auch farbliche und gestalterische Variationen aufgebracht werden. Farbverläufe wurden durch überdrucken erzielt. Das Drucken auf hochwertigem Leinenmaterial war sehr erfolgreich. Allerdings wurde die Qualität und Ware der Stoffe gegen Kriegsende immer minderwertiger, so dass die Farben beim Auftrag entsprechend schlechter abgebildet wurden.
Zahlreiche Experimentalmuster verwendeten auch so ungewöhnliche Farben wie gelb, rosa, violett und orange. Viele Mustervarianten sind auf Schwierigkeiten während des Färbeprozesses zurückzuführen, wobei es auch für die oft aufgedruckten Nummern keine wirklich schlüssige Erklärung gibt.

### Falsi
Lo storico Flecktarn tedesco, oggi raro da trovare, raggiunge quotazioni record nelle aste. Questo ha fatto sì che si sia formato un mercato del falso. Il tedesco „Platanen“- e „Erbsenmuster“ così come lo „Eichenlaubmuster“ sono i camuffamenti più copiati al mondo. I falsi sono facilmente scopribili dato che utilizzano stoffe con materiali non possibili all'epoca originale e neanche le colorazioni originali secondo scala RAL. Anche nel taglio delle stoffe si notano interpretazioni e varianti false. Il Flecktarn originale aveva anche proprietà idrorepellenti. Le fibre originali sono più serrate a tal punto da rendere la stoffa anche più rigida oltre che impermeabile. I pezzi più contraffatti sono i coprielmetto.

## Flecktarn dal 1945

### Ungheria
Il mimetismo SS-Platanenmuster nelle varianti Frühling-/Sommer e Herbst-/Winter venne usato dall'Ungheria dopo la seconda guerra mondiale. Dagli anni'50 agli '80 furono utilizzati diversi schemi SS-Eichenlaubmuster, con diverse colorazioni.

### Cecoslovacchia
Nel 1954 in Cecoslovacchia venne usato lo Leibermuster con varianti di quattro colori. Il camuffamento è conosciuto in letteratura come „eichenlaubartig“ (foglie di rovere). Dal 1962 non venne più prodotto.

### Repubblica federale di Germania

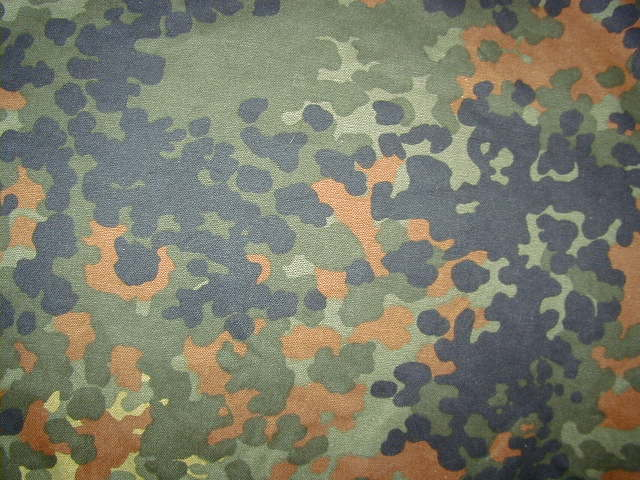
Flecktarn B (grosso) della Bundeswehr, 1990

Dalla fondazione della Bundeswehr e dalla discussione del Governo tedesco dell'ottobre 1950 „Dienststelle Blank“ sotto lo „Sonderbeauftragten des Kanzlers“, segretario di Stato Theodor Blank, che ha affrontato i problema delle future forze armate tedesche. L'attività della Bundeswehr iniziata nel 1955 vide le truppe dotate di uniformi da combattimento Splittertarn M31 del Reichswehr, Wehrmacht, fino agli inizi degli anni'60 con la definizione dei paesi NATO di una variante oliva colore RAL 6014 Gelboliv (giallo oliva).
Tra il 1955 e l'inizio del 1956 per un breve periodo di tempo venne utilizzata la variante del 1945 delle SS e inizialmente prevista per tutte le unità dell'esercito. Originariamente questo sviluppo fu dal 1952 pianificato dalla Comunità europea di difesa. La Francia non volle rinunciare alla propria sovranità così come altri Stati europei, ponendo fine all'ulteriore sviluppo di uniformi comuni. I tessuti furono a sei colori e prodotti dal Belgio. L'utilizzo sperimentale da parte della Bundeswehr non ebbe seguito. 
Dal 1976 ritornò d'attualità l'uso di un nuovo camuffamento. Nella seconda metà del 1976 la Bundeswehr provò nuove varianti di camuffamento. Il cinque colori, poi Flecktarn B (groß), sviluppato con sistemi informatici, simile al SS-Platanenmuster. È considerato il miglior camuffamento per le regioni della Mitteleuropa. Divenne d'ordinanza nel 1990.
Con la creazione del Flecktarn B (groß) nel 1993/94 nasce la variante „Wüstenflecktarn“, dove i cinque colori del Flecktarn B (groß) diventano tre per la desertica/semidesertica; variante necessaria per le missioni all'estero della Bundeswehr.

### Svizzera
Nel 1957 in Svizzera venne utilizzato lo Leibermusters M45 (Buntfarbendruck 45). Simile al tedesco a sei colori. Fu utilizzato fino al 1992. Nel decennio successivo vennero utilizzate varianti di colore, con sfondo chiaro. Il modello del 1993 „Woodland“-Leibermuster fu una variante del precedente. Si è mantenuto il modello precedente, tipo il sei colori del 1981 dell'esercito statunitense „Woodland“, che altro non è che una variante massimizzata del ERDL-Tarnmusters del 1948. Lo ERDL-Tarnmuster si basa sul tipo Splittertarn M45 della Wehrmacht, non più usato.
Il Leibermuster svizzero fu utilizzato dall'Unione sovietica e Russia da unità del ministero degli interni (MWD).

### Austria

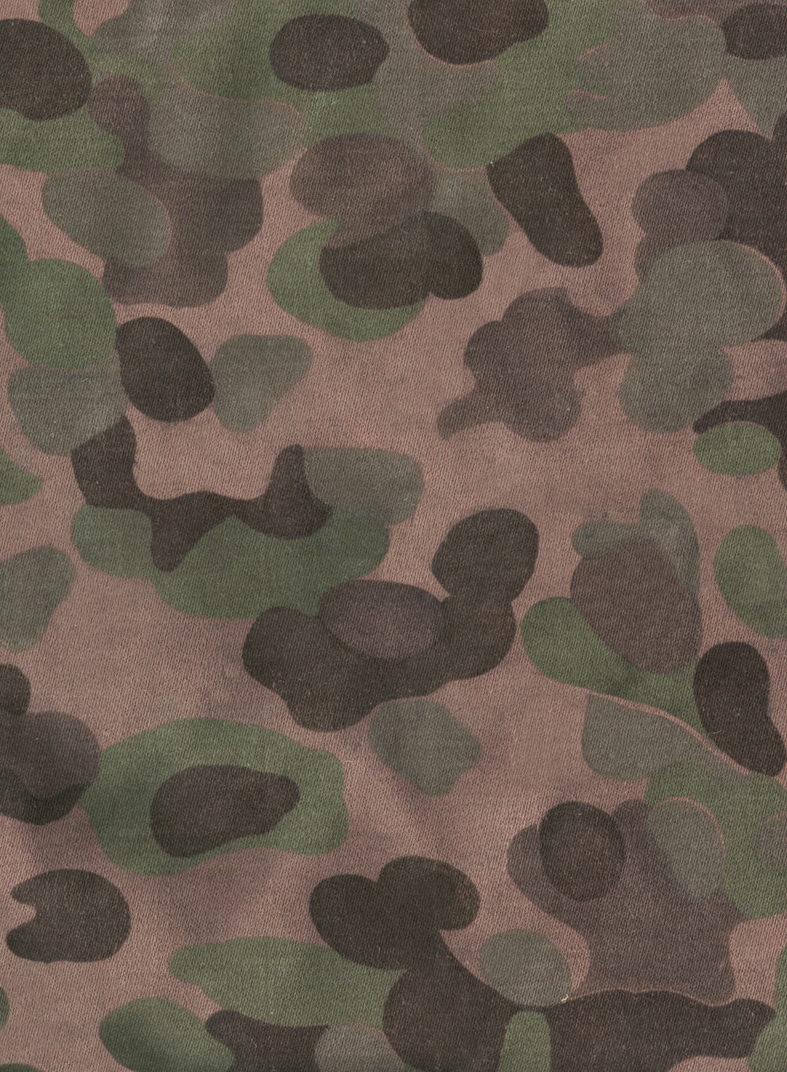
L'austriaco Erbsentarnmuster, usato dal 1957 al 1978

In Austria dal 1956 venne sviluppato un Flecktarn utilizzato dal 1957 nel Bundesheer derivante dal SS-Erbsentarnmuster, chiamato dalle truppe „Fleckerlteppich“.
Il mimetismo autunnale risale al 1943 come variante Flecktarn. La produzione cessò nel 1978, su volontà politica. L'uniforme ufficiale della Bundesheer divenne la variante verde (RAL 7013), con accessori tipo imbracature e giubbotti.

### Repubblica democratica tedesca
Presso la Nationale Volksarmee (NVA) e presso il ministero degli interni (MdI) nel 1958 venne utilizzato il camuffamento „Flächentarnmuster“, derivato dallo storico Eichenlaubmuster (foglie di quercia). Il DDR-Flecktarn fino al 1967 fu un Strichtarn, sviluppato dal 1965.

### Spagna
In Spagna fu usato tra il 1960 e il 1982 un cinque colori, derivato direttamente dal SS-Leibermuster. Vennero sviluppati sei varianti diverse per altrettanti ambienti.

### Egitto
In Egitto nel 1973 venne usata un uniforme mimetica a spirale, „Felstarn“ diretta derivazione del SS-Platanenmuster; anche i colori furono simili. Altre varianti furono la desertica. La base è color marrone chiaro con macchie („Kuhflecken“). Tali camuffamenti vennero usati fino agli anni'80.

### Danimarca
In Danimarca dal 1978 venne introdotto un mimetismo simile al Bundeswehr-Flecktarn B per uniformi e armamenti, con varianti di colore adatte alla vegetazione scandinava. Il mimetismo era basato su tre colori su sfondo verde chiaro, verde bronzo e nero. Anche la variante mimetica desertica è simile a quella tedesca M99 Bundeswehr-Wüstentarnmuster, dove una tonalità media di verde viene usata.

### Belgio
Il Flecktarn B (groß) della Bundeswehr venne usato dalla forza aerea belga Force Aérienne Belge per il mimetismo di oggetti e velivoli dal 1988 al 2000. Il camuffamento venne sostituito con un tipo detto Puzzle, data la somiglianza con le tessere di un puzzle. Da notare che il mimetismo sviluppato in Germania fu usato dall'aeronautica belga solo tre anni dopo alla introduzione presso la Bundeswehr. L'aeronautica belga ha una linea completa di uniformi in Flecktarn.

### Romania
L'esercito della Romania utilizza un tipo Flecktarn Woodland.

### Polonia
In Polonia i corpi di Polizia utilizzano un camuffamento a toni di grigio.

### Cina
L'Esercito Popolare di Liberazione utilizza un tipo Bundeswehr-Flecktarn B (groß). Il disegno originale deriverebbe da un fornitore del nord della Germania che ha utilizzato un terzista cinese per la fabbricazione dei tessuti.
L'esercito cinese utilizza un mimetismo a colori combinati verde, verde-beige, beige, marrone e nero.

### Giappone

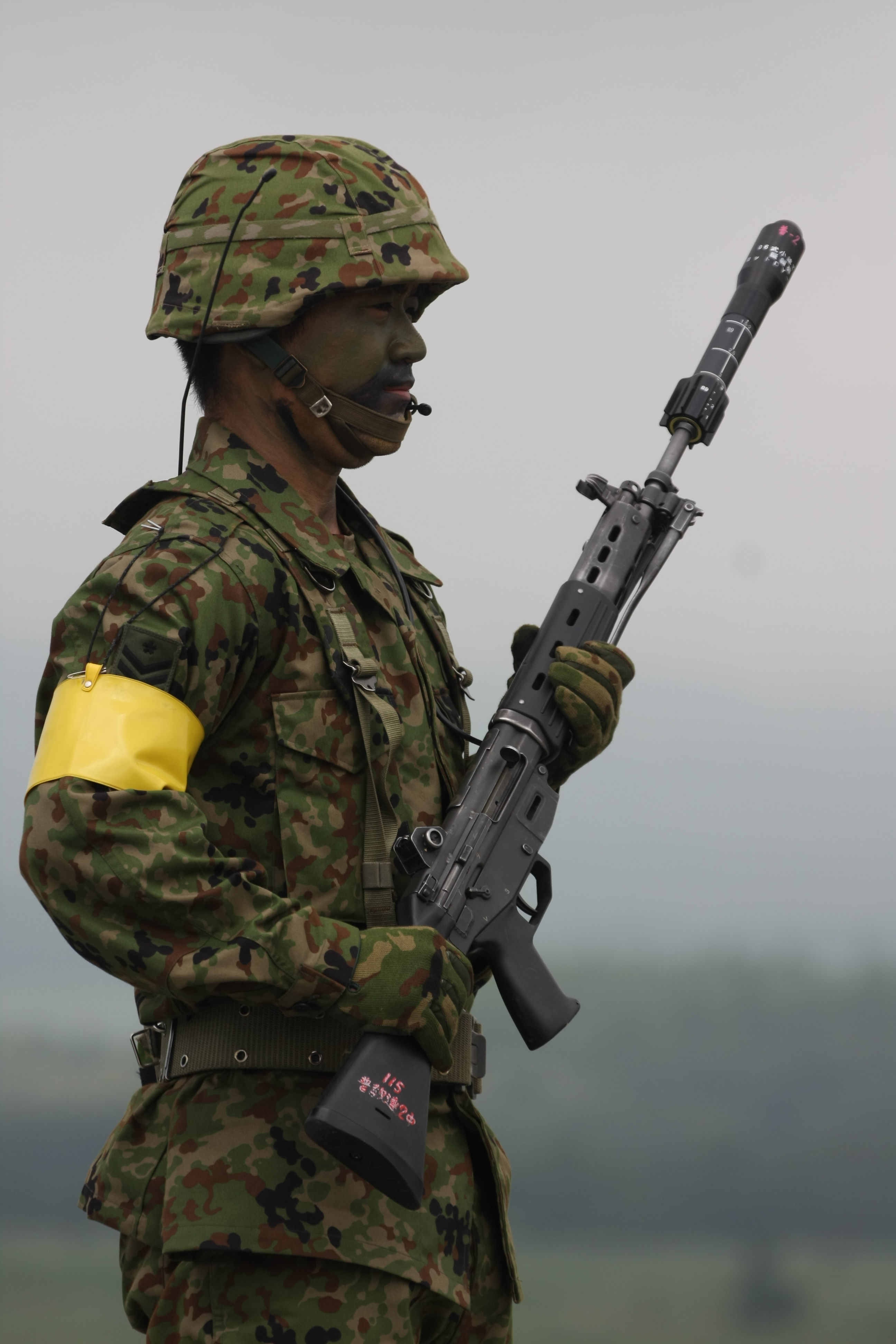
Soldato giapponese in Flecktarn B (grosso)

Lo Rikujō Jieitai delle Jieitai dal 1985 utilizza un Bundeswehr-Flecktarn B (groß). I colori sono verde chiaro, marrone e nero su sfondo beige.

### USA
Gli Stati Uniti d'America erano impreparati nel dicembre 1941 per la seconda guerra mondiale e sia l'Esercito, sia la Marina dovettero in pochi mesi passare da una condizione di pace al riarmo. Iniziò allora la necessità di pensare a nuovi camuffamenti e le basi da cui partire furono sempre quelle del 1937 create per le Waffen-SS Platanenmuster. 
Fotografie storiche mostrano soldati USA con un tipo simile di camuffamento. 
Dopo il Canada, nel 2004-2005 gli USA hanno introdotto il mimetismo digitale Universal Camouflage Pattern e il MARPAT, derivato appunto dal canadese CADPAT.

### Canada
Dal 2002 in Canada viene usato il CADPAT, il primo moderno mimetismo digitale basato sul Flecktarnmuster. CADPAT fu sviluppato come il modello statunitense MARPAT, sulla base della vegetazione canadese. Esiste anche una variante desertica.

### Ucraina
Dal 2005 in Ucraina viene utilizzato un tipo Bundeswehr-Flecktarn B a cinque colori.